# 레버리지
레버리지(leverage)는 타인의 자본을 지렛대처럼 이용하여 자기 자본의 이익률을 높이는 것이다. 고정비용이 있을 때 매출액의 변화가 기업의 손익에 미치는 영향을 분석하는 데에 쓰인다. 이는 고정영업비용과 고정재무비용의 부담정도에 따라 기업에게 귀속되는 최종적인 주당이익에 어떤 영향을 미치는지 분석할 수 있게 한다.

## 종류

### 영업레버리지
영업레버리지는 기업이 영업활동시 발생하는 영업비용을 고정비와 변동비로 분류했을 때, 영업비용 내의 고정비 부담 정도를 의미한다. 생산이나 판매등에 소요되는 비용인 영업비용 중 고정비의 비중이 클 수록 영업 레버리지도 커진다.

#### 효과
영업레버리지가 높은 경우 매출액이 변할 때 영업이익은 매출액이 변하는 비율보다 더 큰 비율로 변하는데 이를 영업레버리지 효과라고 부른다. 이는 매출액의 변화가 영업이익에 미치는 영향을 고정영업비용의 역할에 초점을 두고 분석하는 것이다.

#### 영업레버리지도
영업레버리지도(DOL)는 매출액의 변화율에 대한 영업이익의 변화율을 나타낸 것으로 영업레버리지 효과를 측정할 수 있다.
{\displaystyle {\text{DOL}}={\frac {\text{영 업 이 익 의  변 화 율}}{\text{매 출 액 의  변 화 율}}}={\frac {\frac {\Delta {\text{EBIT}}}{\text{EBIT}}}{\frac {\Delta {\text{Q}}}{\text{Q}}}}={\frac {\text{TR-VC}}{\text{TR-VC-FC}}}}
- EBIT : 세전영업이익
- Q : 매출량
- TR : 매출액
- VC : 영업변동비
- FC : 영업고정비[2]

### 재무레버리지
재무레버리지란 기업이 자본조달을 위해 타인자본을 사용할 때 수반되는 이자비용등의 재무고정비인 이자비용의 부담 정도를 의미한다.

#### 효과
주주에게 귀속되는 이익은 타인자본 사용에 따른 이자부담으로 인해 영업이익의 변화율과 동일한 비율이 아닌 확대되어 변한다. 이때, 재무레버리지에 의해서 영업이익의 변화율보다 주당순이익의 변화율이 더 커지게 되며 이와 같은 현상을 재무레버리지 효과라고 한다.

#### 재무레버리지도
재무레버리지도는 영업이익의 변화율에 대한 주당순이익의 변화율을 나타낸 것으로 재무레버리지 효과를 측정할 수 있다.
{\displaystyle {\text{DFL}}={\frac {\text{주 당 순 이 익 의  변 화 율}}{\text{영 업 이 익 의  변 화 율}}}={\frac {\frac {\Delta {\text{EPS}}}{\text{EPS}}}{\frac {\Delta {\text{EBIT}}}{\text{EBIT}}}}={\frac {\text{TR-VC-FC}}{\text{TR-VC-FC-I}}}}
- EBIT : 세전영업이익
- EPS : 주당순이익
- TR : 매출액
- VC : 영업변동비
- FC : 영업고정비
- I : 이자비용(재무고정비)[2]

### 결합레버리지
결합레버리지는 영업레버리지와 재무레버리지를 결합한 것으로 매출액과 당기순이익의 관계에서 당기순이익 증가를 위해 고정자산과 타인자본 이용으로 인한 고정비용의 부담 정도를 의미한다.

#### 효과
영업레버리지가 1차적으로 영업이익의 변화율을 확대하게 되면 그 확대된 영업이익의 변화율에 대하여 2차적으로 재무레버리지가 작용함으로써 주당이익의 변화율을 더욱 확대하게 한다. 이와 같이 적은 매출액의 변화가 영업레버리지 및 재무레버리지의 상승작용을 거쳐 매우 큰 폭의 주당이익변화로 연결되는 효과를 결합레버리지 효과라고 한다.

#### 결합레버리지도
결합레버리지도는 매출액의 변화율에 대한 주당순이익의 변화율을 나타낸 것으로 영업레버리지x재무레버리지로 계산된다.
{\displaystyle {\text{DCL}}={\frac {\text{주 당 순 이 익 의  변 화 율}}{\text{매 출 액 의   변 화 율}}}={\frac {\frac {\Delta {\text{EPS}}}{\text{EPS}}}{\frac {\Delta {\text{Q}}}{\text{Q}}}}={\frac {\frac {\Delta {\text{EBIT}}}{\text{EBIT}}}{\frac {\Delta {\text{Q}}}{\text{Q}}}}*{\frac {\frac {\Delta {\text{EPS}}}{\text{EPS}}}{\frac {\Delta {\text{EBIT}}}{\text{EBIT}}}}=\mathrm {DOL*DFL} ={\frac {\text{TR-VC}}{\text{TR-VC-FC-I}}}}
- EBIT : 세전영업이익
- EPS : 주당순이익
- Q : 매출량
- TR : 매출액
- VC : 영업변동비
- FC : 영업고정비
- I : 이자비용(재무고정비)[2]

## 트레이딩에서의 레버리지
트레이딩에서 레버리지는 간단히 말해 중개업체로부터 차입한 자금으로 거래를 진행하는 것을 말한다. 적은 힘으로도 무거운 물건을 들어올릴 수 있는 '지렛대(leverage)'처럼, 레버리지를 이용하면 적은 자본금으로도 큰 금액의 포지션을 개설할 수 있다. 예를 들어 10배의 레버리지를 이용하는 경우에는 100만 원의 자본금으로도 1,000만 원의 자산을 거래할 수 있다.

### 금융 시장의 레버리지 비율
오늘날 레버리지를 이용한 마진 거래 모드를 사용할 수 있는 다양한 금융 시장이 있다. 레버리지 비율은 증거금 대비 거래 가능한 자금의 비율을 의미한다.예를 들어 레버리지 비율이 10:1(10X)인 경우, 자신의 자본금이 1만원이라면 9만 원을 중개업체로부터 차입해 총 10만 원을 거래에 사용할 수 있게 되는 것이다. 레버리지 비율이 높을수록 적은 초기 자본금으로 높은 금액을 거래할 수 있지만, 그만큼 큰 손실이 발생할 위험도 높아지게 된다.

## 같이 보기
- 차입매수
- 마진 콜
- 환매조건부채권
- 레버리지 펀드